# Organización regional

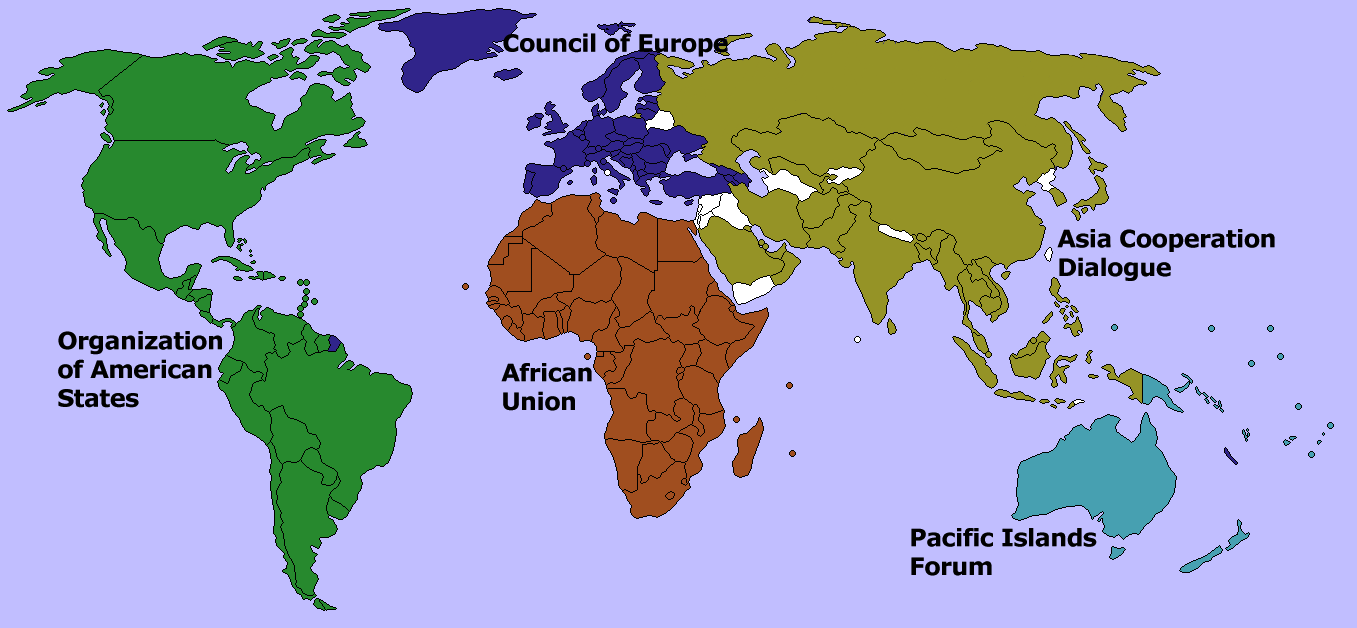
Organizaciones que agrupan a la mayoría de los países en sus continentes respectivos. Notar que Turquía es miembro tanto del Consejo de Europa como del Diálogo de Cooperación Asiática. Véase también: organización internacional.

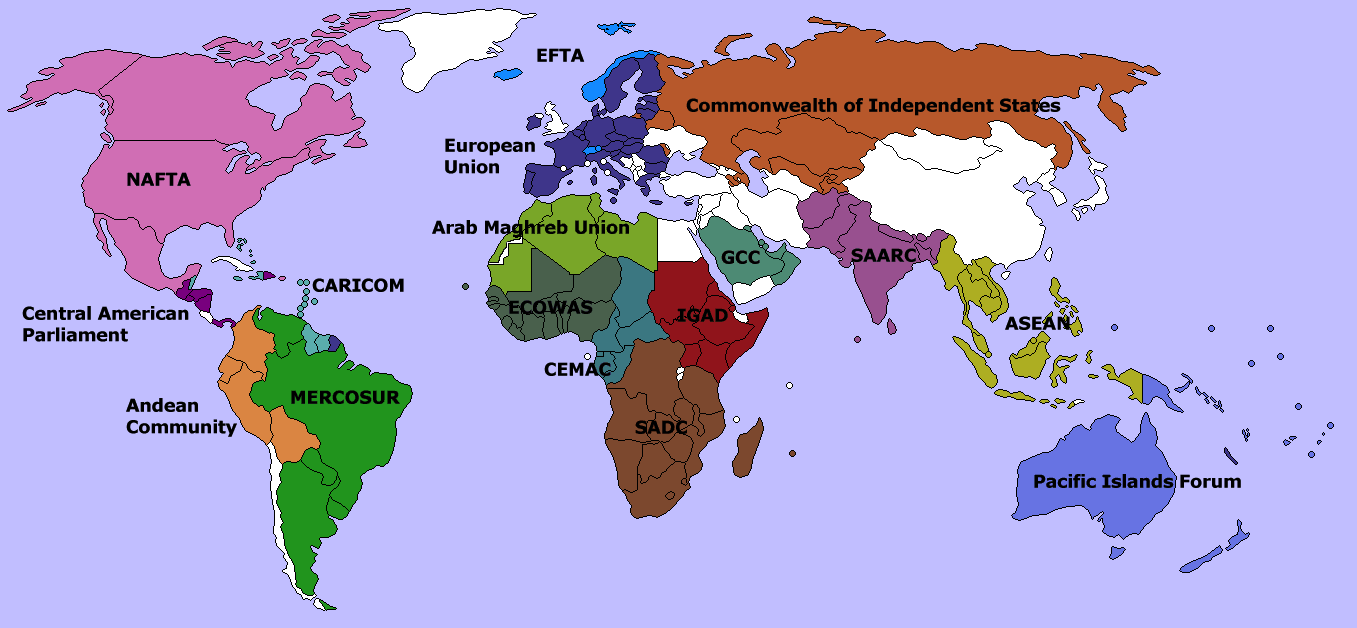
Varias organizaciones regionales pequeñas cuyas membresías no se superponen.

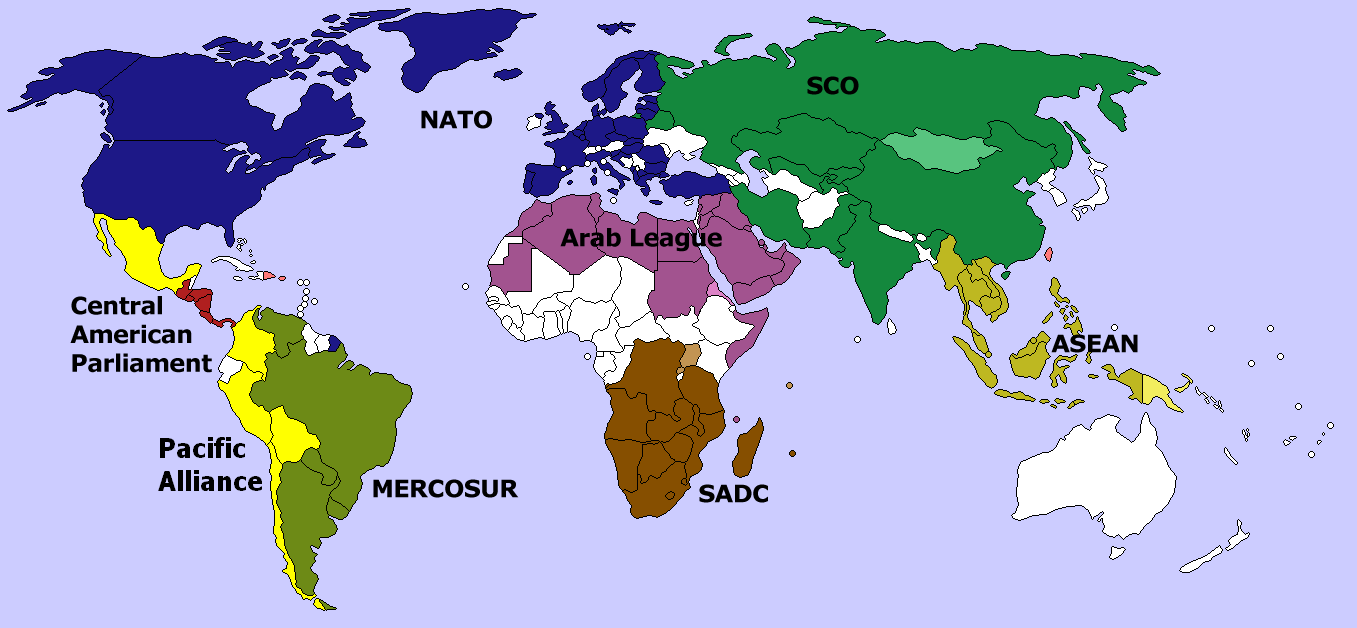
Varias alianzas de grandes dimensiones que no se sobreponen.

Se denominan alianzas regionales u organizaciones regionales a un tipo de organizaciones internacionales, cuya membresía es de carácter internacional, y que comprende entidades geopolíticas que trascienden en sus operaciones a una nación determinada. Sin embargo, su membresía se caracteriza por fronteras y demarcaciones primariamente definidas por elementos geográficos tales como los continentes, o por cuestiones geopolíticas tales como los bloques económicos.
Este tipo de organizaciones o alianzas se han establecido para fomentar la cooperación y la integración política y económica, o también el diálogo entre estados o entidades dentro de un determinado límite geográfico o geopolítico. Las mismas muchas veces agrupan países con patrones comunes de desarrollo e historia, que particularmente han madurado desde fines de la Segunda Guerra Mundial, o como resultado de la fragmentación inherente a la globalización. La mayoría de las alianzas regionales tienden a trabajar junto a organizaciones multilaterales consolidadas, como por ejemplo las Naciones Unidas. Por otra parte, muchas veces también se referencia a una organización regional como una organización internacional, aunque en otras situaciones tiene más sentido utilizar la expresión organización o alianza regional para enfatizar el alcance más específico de una membresía particular. 
Ejemplos de alianzas regionales son la Unión africana, la Asociación de Naciones del Sudeste Asiático, la Liga Árabe, la Comunidad del Caribe, el Consejo de Europa, la Unión Económica Euroasiática, la Unión Europea, la Asociación Sudasiática para la Cooperación Regional, la Unión por el Mediterráneo, y la Unión de Naciones Suramericanas.